# Leptotrichum crinale
Leptotrichum crinale là một loài rêu trong họ Ditrichaceae. Loài này được Taylor Mitt. mô tả khoa học đầu tiên năm 1851.